# Plantago arborescens
Plantago arborescens ist eine Pflanzenart aus der Gattung der Wegeriche (Plantago) innerhalb der Familie der Wegerichgewächse (Plantaginaceae).

## Beschreibung
Plantago arborescens wächst als Zwergstrauch und erreicht Wuchshöhen bis zu 60 Zentimetern. Die einfachen und nadeförmligen Laubblätter sind bei einer Länge von 2 bis 6 Zentimetern sowie einer Breite von 0,75 bis 1,25 Zentimetern linealisch. Die Blattspreite ist fast kahl bis weich grauhaarig und am Rand bewimpert.

## Vorkommen
Plantago arborescens kommt nur auf Madeira und auf den Kanarischen Inseln vor, ausgenommen Lanzarote und Fuerteventura. Sie wächst von der Küstenzone bis in mittlere Bergregionen um 1000 Metern.